# Ерік Сведал
Ерік Сведал (норв. Erik Svedahl; 21 березня 1960, Осло) — норвезький дипломат. Надзвичайний і Повноважний Посол Норвегії в Україні (з 2020).

## Життєпис
Служив прикордонником на радянсько-норвезькому кордоні в Кіркенесі. Закінчив магістратуру Університету Осло. Він вільно володіє англійською, французькою, китайською і російською мовами.
Наприкінці 80-х працював перекладачем у посольстві Норвегії в Москві, СРСР.
. 
У 2004—2006 рр. — Заступник директора департаменту Міністерства закордонних справ Норвегії.
У 2006—2010 рр. — радник Посольства Норвегії у Пекіні, КНР.
У 2020—2015 рр. — радник Посольства Норвегії у Бангкоку, Таїланд.
У 2015—2017 рр. — Старший радник Міністерства закордонних справ Норвегії
У 2017—2020 рр. — Генеральний консул Норвегії у Мурманську, РФ.
З 2020 року Надзвичайний і Повноважний Посол Норвегії у Києві, Україна.
11 грудня 2020 року вручив вірчі грамоти Президенту України Володимиру Зеленському.